# Handa (Schotland)
Handa (Schots-Gaelisch:Eilean Shannda) is een eiland voor de westkust van Sutherland, Schotland. Het is 3 km² groot, maximaal 123 meter hoog en wordt van het Britse vasteland gescheiden door de Sound of Handa.
Het eiland bestaat uit Old Red Sandstone met aan de kust veel tot 100 meter hoge kliffen. Daarnaast wordt het landschap aan de de noordzijde gedomineerd door een 123 meter hoge heuvel en aan de oost- en zuidkust liggen stranden.
De naam van het eiland is een mengeling van Gaelisch en Oudnoords, Eilean Shannda betekent 'Eiland bij de zandige rivier'. 
In vroeger tijden werd Handa gebruikt als begraafplaats. De overblijfselen van een kapel liggen op Tràigh an Teampaill wat 'Strand van de tempel' betekent. Ooit had het eiland 65 inwoners, er was overleg over gezamenlijke belangen en de oudste weduwe werd de Queen genoemd. De aardappelhongersnood van 1846 dwong de bewoners tot emigratie.
Het eiland maakt deel uit van de Scourie Estate, eigendom van Jean Balfour en J.C. Balfour. Het wordt beheerd door de Scottish Wildlife Trust. Op de kliffen van Handa zijn van nationaal belang vanwege grote broedkolonies van papegaaiduikers, alken en zeekoeten. Ook de rotsvegetatie is bijzonder. Van april tot september is er vanuit Tarbet een veerverbinding met Handa voor natuurliefhebbers. Er komen zo'n 5.000 bezoekers per jaar
Om aandacht te vragen voor de bedreigde zeevogels schreef de Schots-Britse ALT-rockband Sea Power het nummer 'The great Skua'. De band schreef dit nummer om het bewustzijn met betrekking tot de klimaatverandering en het verlies van de natuur te helpen vergroten. Door Scottish Wildlife Trust is de muziek gebruikt voor een video met opnames die gemaakt zijn in het Handa natuurreservaat.